# Gerhard Amyntor
Dagobert von Gerhardt (* 12. Juli 1831 in Liegnitz; † 24. Februar 1910 in Potsdam) war ein preußischer Generalstabsoffizier, der als Schriftsteller unter dem Pseudonym Gerhard (von) Amyntor bekannt wurde.

Dagobert von Gerhardt

## Leben
Seine Eltern waren der spätere kgl. preuß. Oberstleutnant, Generalmajor in Schleswig-Holsteinischen Diensten, Leopold von Gerhardt, verstorben 1871 in Görlitz, und Charlotte Flaminius, gestorben 1878 in Potsdam. Nach dem Genealogischen Handbuch des Adels ist die nähere Beziehung zur 1787 in den preußischen Adelsstand nobilitierte Gesamtfamilie von Gerhardt nicht geklärt, Stand 1959.
Dagobert von Gerhardt absolvierte das Gymnasium in Glogau, ehe er 1849 in Breslau in die Preußische Armee eintrat und 1850 Offizier wurde. 1864 wurde er im Deutsch-Dänischen Krieg bei den Düppeler Schanzen schwer verwundet. 1867/68 gehörte er dem Generalstab Moltkes in Berlin an und nahm 1870/1871 am Feldzug gegen Frankreich teil. Er schied im Rang eines Majors z. D. aus der Armee.
Seit 1874 lebte er in Potsdam und wandte sich der Literatur zu. Zu den Feierlichkeiten seines einstigen Regiments, das Infanterie-Regiment „Prinz Friedrich der Niederlande“ (2. Westfälisches) Nr. 15, aus Anlass der sechzigsten Wiederkehr des Jahrestages der Ernennung des Prinzen Friedrich der Niederlande zu dessen Chef im Jahre 1876, sandte er ein von ihm dem Jubilar gewidmetes Gedicht.
Er heiratete im Jahr 1865 Gertrud von Natzmer (* 1843), eine Tochter des preußischen Generalleutnants Adolf von Natzmer und der Elise von Kleist. Das Ehepaar wohnte lange in Potsdam. Zum Lebensende führte er den Namenszug Dagobert von Gerhardt Amyntor.

## Werke
- Hypochondrische Plaudereien. Lucas, Elberfeld 1875. books.google.de
- Peter Quidams Rheinfahrt. Eine Dichtung in 12 Gesängen. Hallberger, Stuttgart 1878.
- Lieder eines deutschen Nachtwächters. Müller, Bremen 1878.
- Der neue Romanzero. Richter, Hamburg 1881.
- Eine moderne Abendgesellschaft. Ißleib, Berlin 1881.
- Für und über die deutschen Frauen. Neue hypochondrische Plaudereien. Richter, Hamburg 1883.
- Die cis-Moll-Sonate. Ottmann, Leipzig 1891.
- Das Skizzenbuch meines Lebens. 3 Bände. Breslau. Schlesische Buchdruckerei, Kunst- und Verlags-Anstalt vormals S. Schottlaender, Breslau; Steinacker, Leipzig; Gustav E. Stechert, New York 1893–1909.
- Das Glossarium eines Menschen. Ein Vermächtnis. Fiedler, Leipzig 1906.

## Aphorismen (Beispiele)
Aus Das Glossarium eines Menschen:
- „Willst du bis ins höchste Alter liebenswürdig bleiben, so bewahre dir die Kindlichkeit des Herzens.“[5]
- „Überwinde dich selbst und du wirst eine Welt überwinden.“[6]